# كليم للطائرات
شركة كليم للطائرات الخفيفة (بالألمانية: Klemm Leichtflugzeugbau) ، (بالإنجليزية: Klemm Light Aircraft Company) وهي كانت شركة ألمانية لتصنيع طائرات الرياضة والجولات السياحية في الثلاثينيات الميلادية.
تأسست في بوبلينغين في عام 1926 من قبل الدكتور هانس كليم، الذي عمل سابقًا في شركتي زبلين ودايملر موتورين جيزيلشافت.

## التاريخ
أثناء عمل كليم السابق في شركة دايملر للطائرات طور أفكاره للطائرة الخفيفة، لتكون مصنوعة من الخشب للقوة والخفة، وينبغي أن تصبح سهلة الصنع، وذات كفاءة ديناميكية هوائية بكتلة أقل للطائرة والجناح، بحيث يكفيها محرك ذو طاقة منخفضة، في البداية صمم كليم طائرة L.15 دايملر إل15 وهي طائرة صغيرة بمحرك بقوة 7.5 حصان (5.5KW كيلوواط) محرك دراجة نارية هندية، وقد حلّقت هذه الطائرة بداية العام 1919 ميلادية، على الرغم من استخدام محرك هارلي ديفيدسون بقوة 12 حصان (8.8 كيلوواط) بديلًا للمحرك الأصلي.
قام كليم بعد ذلك بتصميم نسخة مربعة الشكل من الحاوية الأسطوانية للطائرة السابقة L15، بحيث يمكن بناؤها بسهولة أكبر وقد صممها للطائرة L20 دايملر إل20 التي أسس شركة الطيران الخاصة به لإنتاجها، هذه الطائرة التي تم بناء أكثر من 100 منها، كانت تعمل بمحرك دايملر بقوة 20 حصان (15 كيلوواط) صممه فيرناند بورش.
في عام 1928، قام الطيّار فريدريك كارل فون كونيج-وارتهاوزن برحلة انفرادية إلى موسكو بطائرة كليم إل20، ثم قرر الإستمرار في التقدم ليطوف حول العالم ويُكسب نفسه جائزة هيندنبورغ، وهي أعلى تشريف ألماني لإنجاز الملاحة الجوية.
من كليم إل20 تم تطوير كليم إل25، ثم أعيد تصميم كليم إل25 لتكون قادرة على التزود بأربعة عشر نوعًا مختلفًا من المحركات، وتم بيع أكثر من 600 منها، وأصدرت تصاريح صناعتها من بريطانيا العظمى والولايات المتحدة.
في يناير عام 1930 طار محمد صدقي من برلين إلى القاهرة بمصر بالطائرة كليم إل25 ، وهبط في القاهرة في 26 يناير، وأصبح بطلًا سياسيًا من خلال تحدي السلطات البريطانية التي رفضت السماح له بالهبوط (أصبح يُعرف باسم النسر المصري الأول)، وكتب صدقي رسالة إلى كليم، الذي ساعد في تجهيز الطائرة للرحلة الطويلة، قال فيها "لقد حملتني آلتك الصغيرة الجميلة إل25 عبر الريح والثلج والمطر الغزير دون أي ضرر لنفسي والطائرة والمحرك."
في عام 1931، أصبحت إيلي بينهورن ثاني اِمرأة تطير من أوروبا إلى أستراليا بطائرة كليم Kl 26 مزودة بمحرك آرغوس، وفازت بكأس هيندنبورغ.
عانى كليم من نكسة في عام 1935 عندما تحطم النموذج الأولي Kl 35 أثناء الاختبار في ريشلن ، تم تفسير هذا على أنه عيب مادي، ولكن كان على الأرجح بسبب الإجهاد المفرط للأجنحة، قام كليم بتنقيح طراز Kl 35 وجعله يصل إلى المواصفات المطلوبة وبدأ الصناعة، تم بناء حوالي 2000 طائرة، في كل من مصنع كليم، و فايزلر، وفي وقت لاحق من قبل Moravan Otrokovice التشيكية، وأيضًا في Luftwaffe لأغراض التدريب، وخلال الحرب العالمية الثانية، أنتج كليم وصمم مجموعة من الطائرات، مثل كليم Kl 105 وKl 106 و Kl 107، بالإضافة إلى كليم Kl 151 وKl 152.
تم إعادة تأسيس شركة كليم للطائرات في عام 1952 بعد رفع الحظر على بناء الطائرات بعد الحرب، كان كليم نفسه في ذلك الوقت شبه متقاعد، وكان يدير الشركة ابنه هانس يورغن كليم، قام الطراز الأول لهذه الشركة Kl 107-A برحلته الأولى في منتصف عام 1956، وفي أبريل 1959 استحوذت Bölkow على كليم، وبالنجاح الذي حققته Kl 107-C والتي سُمّيت Bölkow 207، اختفى اسم كليم Klemm من قائمة مصنعي الطائرات.

## الطائرات
وشملت طائرات كليم ما يلي:
- Klemm (Daimler) L.20، طائرة ترفيهية وتدريب خفيفة، 1924
- Klemm Kl 25، طائرة ترفيهية وتدريب خفيفة، 1928
- Klemm Kl 26، طائرة ترفيهية وتدريب خفيفة، 1929
- Klemm Kl 31، نقل أحادي المحرك، 1931
- Klemm Kl 32، نقل أحادي المحرك، 1931
- Klemm Kl 33، (Klemm L33)، طائرة رياضية خفيفة للغاية بمقعد واحد (نموذج أولي)، 1933
- Klemm Kl 35، رياضي ومدرب، 1935
- Klemm Kl 36، النقل أحادي المحرك، 1934
- Klemm Kl 105، طائرة سياحية، تطوير Kl 35 (نماذج أولية)
- Klemm Kl 106، طائرة رياضية، تطوير Kl 35 (النماذج الأولية)
- Klemm Kl 107، طائرة ترفيهية وتدريب خفيفة
- Klemm Kl 151، طائرة سياحية (مشروع)، 1942
- Klemm Kl 152، طائرة مقاتلة (مشروع)